# Onderwijs in Kiribati
Onderwijs in Kiribati is gratis en verplicht vanaf de leeftijd van 6 tot 14. In 1998 was 84,4 procent van de kinderen ingeschreven. De kwaliteit van- en toegang tot onderwijs in het land is beter in de stedelijke gebieden; scholen in kleine gemeenschappen op afgelegen eilanden zijn duur om te onderhouden.

## Referentie
1. ↑  "Kiribati". 2001 Findings on the Worst Forms of Child Labor. Bureau of International Labor Affairs, U.S. Department of Labor (2002).